# Thaumasit
Thaumasit ist ein eher selten vorkommendes Mineral aus der Mineralklasse der „Sulfate (einschließlich Selenate, Tellurate, Chromate, Molybdate und Wolframate)“ mit der chemischen Zusammensetzung Ca6Si2[6][(OH)12|(CO3)2(SO4)2]·12H2O und damit chemisch gesehen ein komplex zusammengesetztes, wasserhaltiges Calcium-Silicium-Sulfat mit zusätzlichen Hydroxid- und Carbonationen.
Thaumasit kristallisiert im hexagonalen Kristallsystem und entwickelt nadelige bis prismatische Kristalle bis etwa fünf Zentimeter Länge, kommt aber oft auch in Form erdiger, wirrnadeliger oder massiger Mineral-Aggregate oder krustiger Überzüge vor.
In reiner Form ist Thaumasit farblos und durchsichtig. Durch vielfache Lichtbrechung aufgrund von Gitterbaufehlern oder polykristalliner Ausbildung kann er aber auch weiß erscheinen und durch Fremdbeimengungen eine hellgelbe Farbe annehmen, wobei die Transparenz entsprechend abnimmt.

## Etymologie und Geschichte
Erstmals entdeckt wurde Thaumasit in den Bjelkes Gruben am Åreskutan (Gemeinde Åre) in der schwedischen Provinz Jämtlands län und beschrieben 1878 durch Adolf Erik Nordenskiöld (1832–1901), der das Mineral nach dem griechischen Wort θαυμάζειν thaumazein für „staunen“ oder „überrascht sein“ benannte. Nordenskiöld wählte den Namen in Anlehnung an die erstaunliche, weil ungewöhnliche Zusammensetzung des Minerals aus Carbonat-, Sulfat- und Hexahydroxysilikat-Anionen.
Typmaterial des Minerals wird an der Universität Breslau (polnisch: Uniwersytet Wrocławski; Abkürzung: MMUWr) in Polen unter der Sammlungs-Nr. II-18500 und im Muséum national d’histoire naturelle in Paris (MHN-Paris), Frankreich unter der Sammlungs-Nr. 138108 aufbewahrt. Das Holotypmaterial wurde im Naturhistoriska riksmuseet in Stockholm, Schweden unter der Sammlungs-Nr. 24100 hinterlegt.

## Klassifikation
In der veralteten 8. Auflage der Mineralsystematik nach Strunz gehörte der Thaumasit noch zur Mineralklasse der „Silikate und Germanate“ und dort zur Abteilung der „Neso-Subsilikate“, wo er zusammen mit Latiumit, Roeblingit und Spurrit die unbenannte Reihe VIII/A’.06a innerhalb der „Spurrit-Afwillit-Gruppe“ (VIII/A’.06) bildete.
Im zuletzt 2018 überarbeiteten und aktualisierten Lapis-Mineralienverzeichnis nach Stefan Weiß, das sich aus Rücksicht auf private Sammler und institutionelle Sammlungen noch nach dieser alten Form der Systematik von Karl Hugo Strunz richtet, erhielt das Mineral die System- und Mineral-Nr. VI/D.13-25. In der „Lapis-Systematik“ entspricht dies der Klasse der „Sulfate, Chromate, Molybdate und Wolframate“ und dort der Abteilung „Wasserhaltige Sulfate, mit fremden Anionen“, wo Thaumasit zusammen mit Bentorit, Buryatit, Carrarait, Charlesit, Ettringit, Hielscherit, Jouravskit, Kottenheimit, Sturmanit und Tatarinovit die „Ettringit-Gruppe“ (VI/D.13) bildet.
Die von der International Mineralogical Association (IMA) zuletzt 2009 aktualisierte 9. Auflage der Strunz’schen Mineralsystematik ordnet den Thaumasit ebenfalls in die Abteilung der „Sulfate (Selenate usw.) mit zusätzlichen Anionen, mit H2O“ ein. Diese ist allerdings weiter unterteilt nach der relativen Größe der beteiligten Kationen und der Art der weiteren Anionengruppen, so dass das Mineral entsprechend seiner Zusammensetzung in der Unterabteilung „Mit großen bis mittelgroßen Kationen; mit NO3, CO3, B(OH)4, SiO4 oder IO3“ zu finden ist, wo es zusammen mit Bentorit, Birunit (Mineralstatus fraglich), Buryatit, Carrarait, Charlesit, Ettringit, Jouravskit und Sturmanit die „Ettringitgruppe“ mit der System-Nr. 7.DG.15 bildet.
Auch die vorwiegend im englischen Sprachraum gebräuchliche Systematik der Minerale nach Dana ordnet den Thaumasit in die Klasse der „Sulfate, Chromate und Molybdate“ und dort in die Abteilung der „Zusammengesetzten Sulfate“ ein. Hier ist er zusammen mit Carrarait, Charlesit, Jouravskit und Sturmanit in der „Charlesitgruppe“ mit der System-Nr. 32.04.04 innerhalb der Unterabteilung „Zusammengesetzte Sulfate (wasserhaltig) mit polyanionischer Formel“ zu finden.

## Kristallstruktur
Thaumasit kristallisiert hexagonal in der Raumgruppe P63 (Raumgruppen-Nr. 173) mit den Gitterparametern a = 11,03 Å und c = 10,40 Å bei einer Formeleinheit pro Elementarzelle.

## Eigenschaften
Unter UV-Licht zeigen manche Thaumasite eine weiße Fluoreszenz.

## Bildung und Fundorte

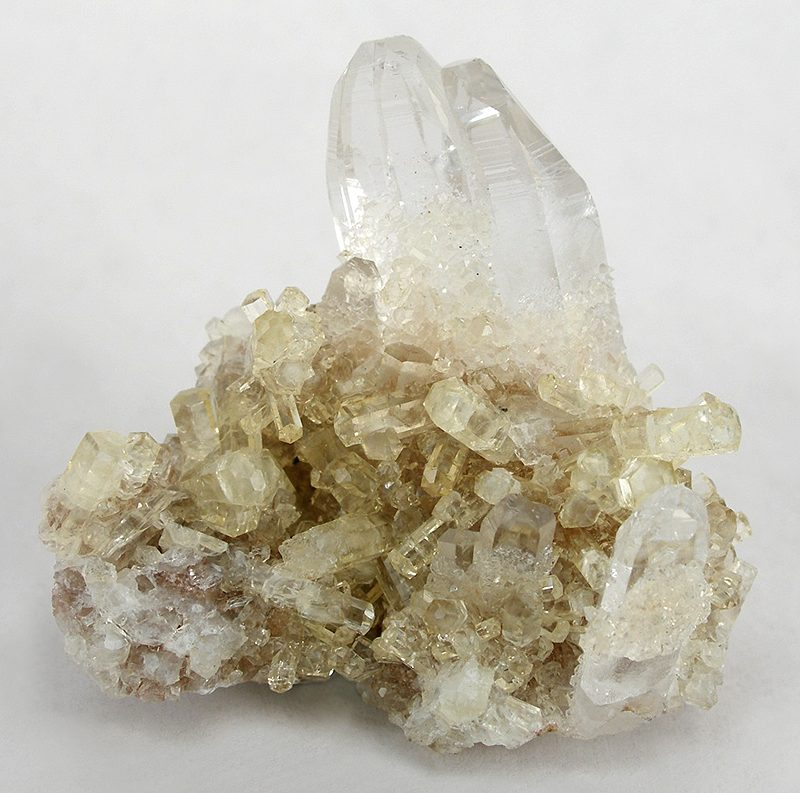
Blassgelber Thaumasit mit farblosem Calcit aus der Grube N'Chwaning II, Südafrika

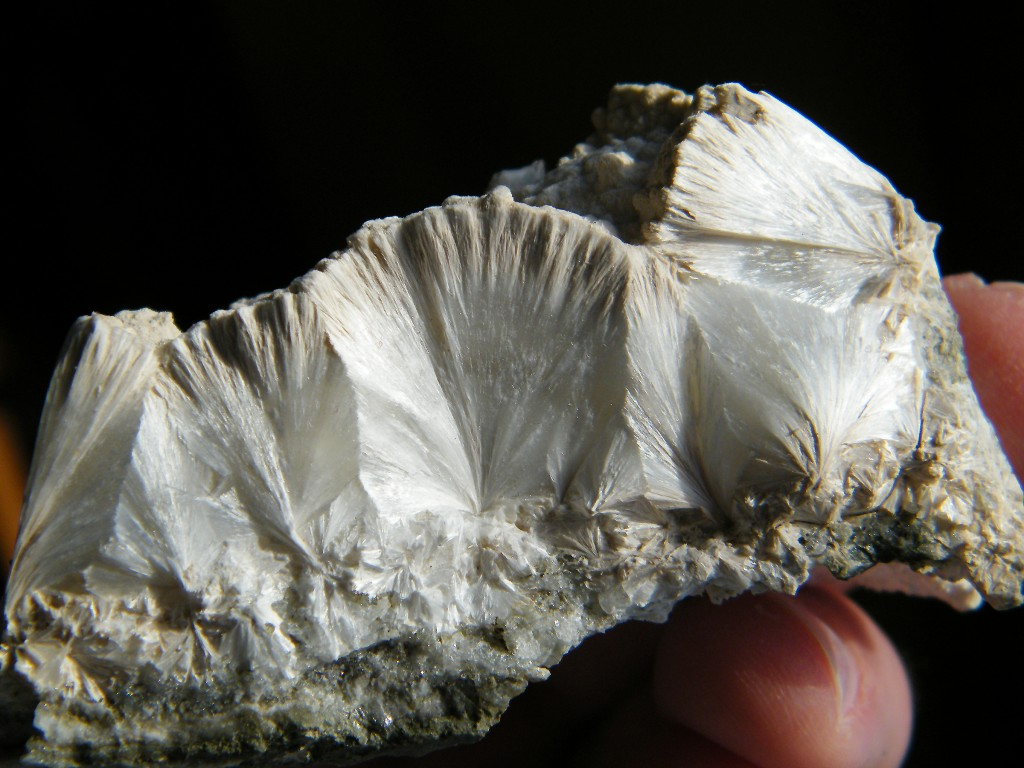
Weißer, faserig-nadeliger Pektolith, überwachsen mit grauweißem Thaumasit aus dem Steinbruch Upper New Street (Burger’s Steinbruch), Paterson (New Jersey), USA

Thaumasit bildet sich in intramagmatischen Sulfid-Lagerstätten, wo er meist drusenbildend aus hydrothermal abgeschieden wurde. Als Begleitminerale treten hier unter anderem Apophyllit, Chalkopyrit (Kupferkies) und Pyrit auf. Des Weiteren kann Thaumasit sekundär in Oxidationszonen als Bestandteil von Verwitterungskrusten in lockeren Tuffen sowie durch Kontaktmetamorphose in Karbonatgesteinen und als Reaktionsprodukt aus Geothermalwasser oder Salzwasser mit Basalten und Tuffen entstehen. Als Begleitminerale treten hier unter anderem Analcim, Calcit, Ettringit, Gips, Prehnit und verschiedene Zeolithe auf.
Als eher seltene Mineralbildung kann Thaumasit an verschiedenen Fundorten zum Teil zwar reichlich vorhanden sein, insgesamt ist er aber wenig verbreitet. Bisher sind weltweit rund 200 Fundorte für Thaumasit dokumentiert (Stand 2022). Neben seiner Typlokalität, den Bjelkes Gruben bei Åreskutan im Jämtland, trat das Mineral in Schweden noch in verschiedenen Gruben bei Garpenberg in Dalarna, bei Aitik und Kiruna in Lappland, bei Åker in Södermanland und bei Långban in Värmland zutage.
Bekannt aufgrund von außergewöhnlichen Thaumasitfunden sind vor allem die N'Chwaning-Gruben nahe Kuruman im Kalahari-Manganfeld von Südafrika, wo reichhaltige Kristallstufen mit gut ausgebildeten hexagonal-prismatischen und wasserklaren Thaumasiten gefunden wurden.
In Deutschland kennt man Thaumasit bisher unter anderem aus verschiedenen Steinbrüchen nahe Steinach, Bötzingen und am Urenkopf bei Haslach im Kinzigtal in Baden-Württemberg; am Zeilberg in Bayern; am Gaulsberg bei Ortenberg in Hessen; bei Adelebsen und Georgsmarienhütte in Niedersachsen; auf mehreren Schlackenhalden nahe Eschweiler und Stolberg im Rheinland, Kall in der Eifel, Letmathe im Sauerland und Eiserfeld im Siegerland in Nordrhein-Westfalen, an vielen Fundpunkten in der rheinland-pfälzischen Vulkaneifel (Ettringen, Mendig) sowie in der Kupferkammer-Hütte bei Hettstedt in Sachsen-Anhalt.
In Österreich fand man das Mineral unter anderem am Pauliberg nahe dem Markt Sankt Martin im Burgenland, in den Kupfergruben im Tal der Großfragant nahe der Gemeinde Flattach in Kärnten, in einem Basalt-Steinbruch bei Klöch und in einigen beim Tunnelbau am Galgenberg nahe Leoben angefallenen Gesteinsproben in der Steiermark.
Weitere Fundorte liegen unter anderem in Australien, Bulgarien, China, Frankreich und Französisch-Polynesien, Israel, Italien, Japan, Jordanien, Kanada, Kasachstan, Namibia, Norwegen, Polen, Rumänien, Russland, der Slowakei, in Spanien, Tschechien, Uganda, Ungarn, Usbekistan, im Vereinigten Königreich (UK) und den Vereinigten Staaten von Amerika (USA).

## Synthetische Entstehung in Beton
Thaumasit kann zu einer Gefahr für Bauten aus Beton werden. Unter bestimmten Umständen (Zusammensetzung von Grundwasser, Einwirkungsdauer über Jahrzehnte usw.) kann Thaumasit bis zu einer Zerstörung des Bauwerks führen und Beton zu einer plastischen Masse werden lassen, was langfristig auch ein Risiko für z. B. Autobahnen, Stollen, Brücken, Fundamentplatten entstehen lässt, wenn deren Nutzungsdauer auf lange Zeit festgelegt wurde. Das Thema ist zumindest großen Bauunternehmen bewusst. Ihm wird durch die Auswahl von Zuschlagstoffen begegnet.

## Verwendung

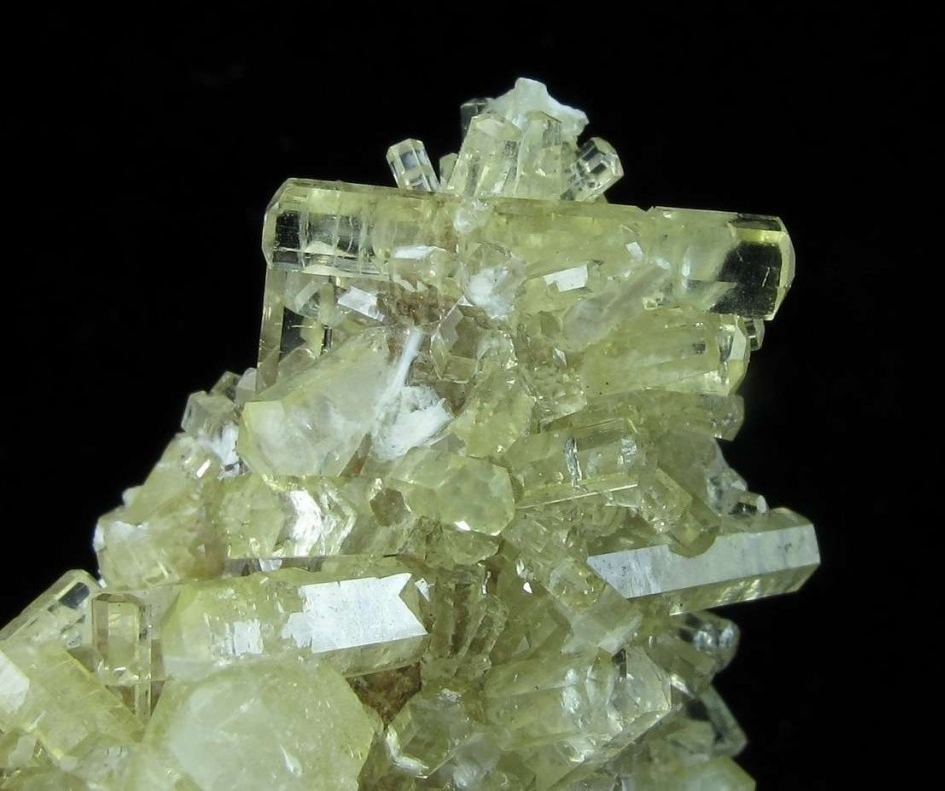
Thaumasit-Stufe mit grünlichgelben, glasglänzenden Kristallen (Gesamtgröße:)

Für die kommerzielle Nutzung als Schmuckstein hat Thaumasit trotz seiner mitunter wasserklaren, glänzenden Kristalle keine Bedeutung, da er aufgrund seiner geringen Mohshärte von 3,5 beim Tragen schnell verkratzen würde. Für Sammler wird Thaumasit aber dennoch gelegentlich in verschiedenen Schliffformen angeboten.